# 회색야계
회색야계(灰色野鷄)는 소네라트야계라고도 한다. 이 품종은 인도 남부에서 적색야계를 대신해서 건조한 삼림지대에 적응한 우아하고 독특한 야계로서, 이 종은 두 지역이 생태학적으로 분리된 인도 중앙부의 제한된 접촉지대 내에서 두드러지게 눈에 띈다.
수탉은 얼굴과 목에 불그스럼한 피부가 넓게 드러나 있다. 붉은 홑볏이 크고 깊게 파인 톱니모양으로 솟아있으며, 한개의 붉은 아랫볏이 목의 양쪽에 있고, 귓불 옆에 흰색의 작은 고기수염(일부 종은 붉은색이다)이 발달되어 있다.
목의 곧추선 깃털과 긴 꼬리깃털은 번식기 이후 사라진다. 수탉의 깃털은 첫해 겨울에 나는 것처럼 보이지만, 2년이 되기 전까지는 완전한 것이 아닌 것으로 보인다. 암탉은 볏과 아랫볏, 귓불이 작거나 없지만, 분홍색의 얼굴과 목 피부는 뚜렷하게 드러나 보인다. 부리의 각질은 번식기에는 대부분 연한 분홍색이다. 눈은 연한 오랜지색에서 불그스름한 갈색(수탉) 또는 갈색(암탉)이다.